# ブアソーン・ブッパーヴァン
ブアソーン・ブッパーヴァン（ラーオ語: ບົວສອນ ບຸບຜາວັນ / Bouasone Bouphavanh, 1954年6月3日 - ）はラオスの政治家。第7期・第8期ラオス人民革命党政治局員。第8期政治局での序列は第7位。
第5代ラオス人民民主共和国首相を務め、経済改革を進めていたが、任期途中で首相を辞任した。

## 経歴

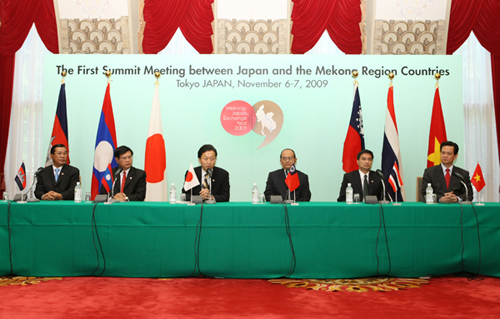
2009年11月、鳩山由紀夫首相らと

ラオス南部のサーラワン県に生まれる。ラオス内戦末期の1974年から革命運動に参加したため、いわゆる「革命第三世代」に位置する。1975年12月のラオス人民民主共和国建国後はチャンパーサック県職員として勤務。1980年、ラオス人民革命党に入党し、翌年から1986年にかけて党中央委員会事務局に勤務する。1986年から1990年にかけてモスクワのソ連社会科学アカデミーに留学し、政治学の学士号を収得した。帰国後、再び党中央委員会事務局に勤務する。
1994年、首相府付副大臣に就任。1996年3月の第6回党大会で党中央委員に選出され、中央委員会事務局長に任命された。このときのブアソーンの党内序列は第40位であったが、当時の最高指導者カムタイ・シーパンドーンの強い推薦を受け、2001年3月の第7回党大会で党内序列第11位まで急上昇し、党政治局員に選出され、中央委員会事務局長に再任された。さらに2003年10月1日、第5期国民議会第4回会議で副首相に任命されるなど、ブアソーンは革命第三世代の中心人物となっていく。
2006年3月の第8回党大会において党政治局員に再選され、党内序列第7位となる。この党大会で革命第一世代最後の代表者であるカムタイ党議長が引退し、指導部の世代交代が図られた。ブアソーンは党書記長に任命された第二世代のチュンマリー・サイニャソーンとともに新指導部の中核となった。同年4月の第6期国民議会議員総選挙でブアソーンはヴィエンチャン特別市から立候補し、当選。同年6月8日、第6期国民議会第1回会議においてチュンマリーが国家主席に選出され、ブアソーンは首相に任命された。就任直後、ブアソーンは外国メディアのインタビューに対し、「新政府は行動的であり、市民に対して責任を負う」と表明した。
首相就任後、2007年5月に実務訪問賓客として訪日し、その後も2009年11月に鳩山由紀夫首相との日本・メコン首脳会議出席のために訪日。また日本経済新聞社主催「アジアの未来」出席のために2009年5月と2010年5月に訪日するなど、ラオスと日本の友好関係の強化に努めてきた。
外国からの投資を積極的に受け入れるなど、市場経済の導入を進めてきたブアソーンであったが、2010年12月23日、第6期国民議会第10回会議の閉会式において、突然首相を辞任した。辞任の理由としては「家庭の事情」が挙げられたが
、ラオスの政府関係者によると、「ブアソーンはラオスの法律に違反する行為を犯したため、自ら辞任を申し出た」という。また、かねてから党内の保守派がブアソーンの経済改革のスピードが速すぎるとして批判を強めており、こうした勢力が、女性問題や健康問題も指摘されていたブアソーンを辞任に追い込んだとする見方もある。　
2011年3月の第9回党大会においては中央委員に選出されず、政治局員を退任した。
しかし、2013年2月14日の党書記局第31号決議の公布により経済開発戦略・計画研究班が設置されると、同班長に就任した。これは「今後の国家方針や目標を定める重要な機関」とされ、この人事はブアソーン復活への布石であると分析されている。

## 政治姿勢
首相就任以前からテクノクラートとしての実務能力が評価されていた。また、ブアソーンは原則と倫理的価値を重視することで知られており、保守的であると看做されている。ブアソーンの政府は「専門家」が多く、成果、効率、チームワークを志向し、より良い統治を指針としている。

## 家族
サムリー夫人との間に2男2女を儲けている。